# Resolutie 174 Veiligheidsraad Verenigde Naties
Resolutie 174 van de Veiligheidsraad van de Verenigde Naties werd aangenomen op 12 september 1962 als eerste van twee resoluties. De resolutie werd door de VN-Veiligheidsraad unaniem goedgekeurd en beval Jamaica aan voor VN-lidmaatschap.

## Inhoud
De Veiligheidsraad had de aanvraag van Jamaica voor VN-lidmaatschap bestudeerd, en beval de Algemene Vergadering aan om Jamaica het lidmaatschap van de VN toe te kennen.

## Verwante resoluties
- Resolutie 172 Veiligheidsraad Verenigde Naties (Rwanda)
- Resolutie 173 Veiligheidsraad Verenigde Naties (Burundi)
- Resolutie 175 Veiligheidsraad Verenigde Naties (Trinidad en Tobago)
- Resolutie 176 Veiligheidsraad Verenigde Naties (Algerije)

Lijst ·  171 ·  172 ·  173 ·  174 ·  175 ·  176 ·  177